# Mosambikanische Badmintonmeisterschaft
Mosambikanische Badmintonmeisterschaften werden seit 1980 ausgetragen. 1985 fanden die Meisterschaften zum fünften Mal statt. Internationale Titelkämpfe gibt es seit 1978. 1971 wurden die ersten Titelkämpfe der portugiesischen Kolonie ausgetragen.

## Titelträger
| Saison    | Herreneinzel        | Dameneinzel          | Herrendoppel                     | Damendoppel                     | Mixed                           |
| --------- | ------------------- | -------------------- | -------------------------------- | ------------------------------- | ------------------------------- |
| 1971      | Carlos Duarte       | Lília de Sousa       | Carlos Duarte Vinicio Cotta      | Lília de Sousa Cidália da Silva | Carlos Duarte Vanda Monteiro    |
| 1980      | keine Daten         | keine Daten          | keine Daten                      | keine Daten                     | keine Daten                     |
| 1982      | Luís Filipe Lebeouf |                      |                                  |                                 |                                 |
| 1983      |                     | Indira Bhikha        |                                  |                                 |                                 |
| 1984      | Luis Antonio Timm   | Indira Bhikha        | Luis Antonio Timm Sozinho Guerra | nicht ausgetragen               | Luis Antonio Timm Indira Bhikha |
| 1985      | Luís Filipe Lebeouf | Indira Bhikha        | Carlos Yun Luís Filipe Lebeouf   | Ewa Stuart Indira Bhikha        | Antonio Chiara Indira Bhikha    |
| 1986      | Sozinho Guerra      | Indira Bhikha        | Carlos Yun Luís Filipe Lebeouf   | Indira Bhikha Sonia Cruz        | Luis Antonio Timm Irene Stuart  |
| 1987      | Luís Filipe Lebeouf | Indira Bhikha        | Sozinho Guerra Arnaldo Bongo     | Indira Bhikha Ilda              | Paulo Oscar Indira Bhikha       |
| 1988      | Luis Antonio Timm   | Indira Bhikha        | Sozinho Guerra Arnaldo Bongo     | Indira Bhikha Zezinha           | Luis Antonio Timm Indira Bhikha |
| 1989      | Luis Antonio Timm   | Irene Stuart         | Paulo Oscar Luis Antonio Timm    | Sonia Cruz Irene Stuart         | Luis Antonio Timm Irene Stuart  |
| 1990 1992 | keine Daten         | keine Daten          | keine Daten                      | keine Daten                     | keine Daten                     |
| 1993      | Luis Antonio Timm   | Suzana Maria de Cruz |                                  |                                 |                                 |
| 1994 2024 | keine Daten         | keine Daten          | keine Daten                      | keine Daten                     | keine Daten                     |